# Rhodacanthis flaviceps
Il fringuello della koa minore (Rhodacanthis flaviceps Rothschild, 1892) è un uccello passeriforme estinto della famiglia Fringillidae.

## Etimologia
Il nome scientifico della specie, flaviceps, è composto dalla parola latina flavus ("giallo"), cui si somma il suffisso -ceps, "testa", col significato di "dalla testa gialla", in riferimento alla livrea dei maschi.

## Descrizione

### Dimensioni
Misurava fino a 19 cm di lunghezza: i sessi presentavano dimensioni simili.

### Aspetto
I fringuelli koa minori avevano un aspetto paffuto e robusto, con grossa testa, becco tozzo e robusto, leggermente allungato e dalle punte adunche e leggermente incrociate fra loro, e zampe robuste.

Era presente dimorfismo sessuale nel piumaggio: i maschi, infatti, presentavano testa, petto, ventre e fianchi di colore giallo zolfo, con dorso e ali che sfumavano nel verde oliva, mancora più scuro su remiganti e coda. Le femmine, invece, presentavano estensione del giallo ridotta a poche sfumature su gola e petto, mentre la livrea era dominata dai toni del grigio-olivastro. In ambedue i sessi, gli occhi erano bruni, le zampe nerastre ed il becco dello stesso colore, con margini più chiari.

## Biologia
Nelle uniche due volte in cui sono stati osservati, questi uccelli si stavano muovendo in gruppetti familiari. Essi passavano la maggior parte del tempo muovendosi fra i rami della cima di un grande albero, allontanandosene solo raramente: nel muoversi, si tenevano in contatto fra loro con richiami bassi e fischianti.

### Alimentazione
Questi uccelli si nutrivano in prevalenza del baccello, dei semi e anche del nettare della koa e della koaiʻa, che venivano facilmente spezzettati grazie al forte becco: la sua dieta comprendeva anche bruchi, che venivano reperiti scendendo a minore altezza fra i rami.
Per far fronte a una dieta così specializzata, i fringuelli della koa possedevano stomaci molto estesi e dalle pareti sottili.

### Riproduzione
Mancano dati sulla riproduzione di questi uccelli, sebbene si ritiene che essa non differisca significativamente per modalità e tempistica da quanto osservabile in altri drepanidini.

## Distribuzione e habitat
Il fringuello della koa minore era endemico dell'isola di Hawaii, dove abitava le foreste secche a prevalenza di koa e koaiʻa, spesso in associazione col fringuello della koa maggiore, del quale a lungo è stato ritenuto una sottospecie o la forma giovanile.

## Estinzione
Il fringuello della koa minore, a causa delle sue abitudini di vita particolarmente specializzate, era molto verosimilmente già naturalmente piuttosto raro prima dell'arrivo dell'uomo alle Hawaii: fu in particolare l'arrivo degli Europei nell'arcipelago nel 1778, tuttavia, a decretarne la scomparsa definitiva, a causa della distruzione dell'habitat di questi uccelli, sia diretta (per far spazio alle aree coltivate e ai pascoli) che specialmente indiretta (l'arrivo di malattie e di specie aliene che predavano i fringuelli per cibarsene o che competevano attivamente per il cibo, distruggendo le foreste di koa dalle quali essi traevano sostentamento).
Beffardamente, l'ultimo avvistamento di questi uccelli coincise con la cattura degli esemplari inviati a Walter Rothschild, che li utilizzò per la descrizione scientifica della specie: fra il primo avvistamento (30 settembre 1891) e l'ultimo (16 ottobre dello stesso anno), l'esistenza storica di questi uccelli è durata solo 17 giorni.